# Laggan Point

Topographische Karte der Insel Islay

Laggan Point ist ein Kap an der Südküste der Hebrideninsel Islay. Es liegt etwa fünf Kilometer südwestlich der Inselhauptstadt Bowmore. Laggan Point markiert das Ende der Atlantikbucht Laggan Bay. Je nach Definition bildet Laggan Point einen Teil der Meeresbucht Loch Indaal oder liegt an deren südlicher Einfahrt. Das in westlicher Richtung gegenüberliegende Ufer der Halbinsel Rhinns of Islay ist etwa drei Kilometer entfernt.